# Morroa
Morroa là một khu tự quản thuộc tỉnh Sucre, Colombia. Thủ phủ của khu tự quản Morroa đóng tại Morroa Khu tự quản Morroa có diện tích 161 ki lô mét vuông. Đến thời điểm ngày 28 tháng 5 năm 2005, khu tự quản Morroa có dân số 9883 người.